# ب. تراون
ب. تراون (آلمانی: B. Traven) یک رمان‌نویس اهل آلمان بود.